# Land o' Lizards
Pour plus de détails, voir Fiche technique et Distribution.
Land o' Lizards est un western muet américain réalisé par Frank Borzage, sorti en 1916.

## Synopsis
Le gang du Bar C occupe le meilleur ranch du territoire, et personne n'est assez brave pour mettre en doute leur présence jusqu'à ce que de l'or soit découvert sur son terrain. Des millions de dollars étant en jeu, une société de promoteurs engage "l'Étranger", que le gang respecte, à contrecœur, pour faire partir les hommes du Bar C et le rendre à son vrai propriétaire. Dave Moore, un propriétaire de ranch, pense que la terre lui appartient et l'Étranger commence à travailler pour lui. Le gang tue Dave, et alors Bobbie, son seul enfant, qui était toujours habillé en garçon, s'avère être une jeune femme dont l'Étranger tombe amoureux. Avec l'aide des habitants de la ville, l'Étranger arrive finalement à se débarrasser du gang et la propriété du ranch par Dave est reconnue par un jugement. Bobbie en prend alors possession et elle se marie avec l'Étranger.

## Fiche technique
- Titre original : Land o' Lizards
- Réalisation : Frank Borzage
- Scénario : Kenneth B. Clarke
- Société de production : American Film Company
- Société de distribution : Mutual Film Corporation
- Pays de production :  États-Unis
- Langue : anglais
- Format : Noir et blanc - 35 mm - 1,37:1 - Muet
- Genre : Western
- Durée : 5 bobines
- Date de sortie :
  - États-Unis : 21 septembre 1916

## Distribution
- Frank Borzage : l'Étranger
- Harvey Clark : Ward Curtis
- Laura Sears : Wynne Curtis
- Perry Banks : Dave Moore
- Ann Little : Bobbie Moore
- Jack Richardson : Buck Moran